# Maleagi Ngarizemo
Maleagi Ngarizemo (21 de junho de 1979) é um ex-futebolista namibiano que atua como defensor.
Como muitos dos futebolistas namibianos que consegue atuar no exterior, Ngarizemo começou sua carreira fora do país no futebol sul africano, em clubes como Cape Town, Black Leopards e posteriormente atuou no Canadá.

## Seleção nacional
Maleagi Ngarizemo representou o elenco da Seleção Namibiana de Futebol no Campeonato Africano das Nações de 2008.